# Брешко-Брешковская, Екатерина Константиновна
Екатери́на Константи́новна Бре́шко-Брешко́вская (урождённая Вериго; 13 [25] января 1844, Иваново, Витебская губерния — 12 сентября 1934[…], Горни Почернице) — русская революционерка-народница, одна из основателей и лидеров партии социалистов-революционеров, а также её боевого крыла — Боевой организации.
Екатерина Константиновна известна как «Бабушка русской революции».

## Биография
Родилась в дворянской семье Константина Михайловича и Ольги Ивановны Вериго (урожд. Горемыкиной). Детство и юность провела в имении Луговец Мглинского уезда Черниговской губернии. Братья Николай и Василий. Николай был мировым судьёй в Мглинском уезде. Получила домашнее образование. Окончила женскую гимназию. Помогала отцу в подготовке освобождения крестьян, открытии школы, библиотеки, ссудо-сберегательных касс. В 1868 году вышла замуж за помещика Н. П. Брешко-Брешковского и взяла его фамилию.

### Народница
В 1873 году в Киеве вошла в коммуну «интеллигентной молодёжи». Павел Аксельрод способствовал её сближению с киевским кружком «чайковцев». Осенью 1873 года выехала в Петербург, где установила прямые контакты с «чайковцами» и другими революционными группами. В 1874 году приняла участие в «хождении в народ». Со своими товарищами направилась в сельские уезды Киевской, Херсонской и Подольской губерний. Вступила в контакт с сектой штундистов. В сентябре 1874 года была арестована. Содержалась сначала в Брацлавской, Гайсинской, а затем в Киевской тюрьмах. В 1875 году переведена в Петербург в Дом предварительного заключения, в 1876 году в Трубецкой бастион Петропавловской крепости, где находилась до начала «Процесса ста девяноста трёх». На время процесса подсудимых вновь перевели в Дом предварительного заключения. Была приговорена к пяти годам каторги, с последующей ссылкой. Поскольку три года она уже провела в заключении, от каторжного срока ей оставалось менее полугода.
Прибыла на Кару в 1878 году (так называемая Карийская каторга). В 1879 году отправлена на поселение в Баргузин. Весной 1881 года вместе с Николаем Тютчевым, Иваном Линёвым и Константином Шамариным совершила побег, но все были пойманы, и Брешко-Брешковская была приговорена к каторжным работам на 4 года.
В 1882 году вновь доставлена на Кару. Применять положенное по приговору наказание плетьми не стали. В 1884 году переведена на поселение в селение Турунтаевское Селенгинского округа (ныне Турунтаево, Прибайкальский район), а потом из-за болезни переведена в город Селенгинск. В 1891 году была приписана к крестьянскому сословию, получила паспорт с правом проживания по всей Сибири. В 1892—1896 годах жила в Иркутске, сотрудничала в газете «Восточное обозрение». В 1896 переехала в Томск, затем в Тобольск.
Вернулась из ссылки в 1896 году, попав под амнистию по случаю коронации Николая II.
До 1903 года бо́льшую часть времени находилась на нелегальном положении. Занималась организационной работой и распространением революционных идей среди крестьянства. По возвращении из ссылки месяц прожила в Москве, затем уехала в Чернигов и далее в Минск, где служил в акцизном управлении по Минскому уезду её младший брат Василий Вериго. Там произошло знакомство с Григорием Гершуни, вместе с которым в конце 1890-х гг. приняла участие в создании Рабочей партии политического освобождения России (РППОР). На рубеже веков стала одним из организаторов Партии социалистов-революционеров. Она отмечала, что, несмотря на ухудшение социально-экономической ситуации в деревне, крестьянство 1890-х гг. было гораздо более образованным и политически активным, что, по её мнению, способствовало успеху революционной пропаганды. В своих воспоминаниях утверждала, что крестьянские выступления на юге страны в 1901—1902 гг. были отчасти подготовлены деятельностью революционных эсеровских кружков.
Была сторонницей политического и аграрного террора, считая их одними из наиболее эффективных методов борьбы. В 1901 году оказывала активную поддержку Гершуни в создании Боевой организации эсеров. Будучи её руководителем, Брешко-Брешковская не совершила ни одного теракта, но стала их вдохновительницей, считая, что «для достижения благих целей любые средства хороши». Встречалась в 1902 году в Вологде с такими в будущем видными эсерами-террористами, как Борис Савинков, Иван Каляев и Егор Созонов.

### Эмиграция
В 1903 году в связи с угрозой ареста была переправлена за границу. Через Одессу и Румынию прибыла в Швейцарию. В эмиграции вошла в руководящие органы ПСР и включилась в подготовку кадров пропагандистов. Поддерживала экстремистски настроенную молодёжь, выступавшую за расширение аграрного террора. Поддержала резолюцию ЦК по аграрному террору, а затем написала письмо Михаилу Соколову-Медведю с самой жёсткой критикой его позиции. В сентябре 1904 года приняла участие в работе Амстердамского конгресса Второго Интернационала. В октябре того же года вместе с Хаимом Житловским совершила поездку в США. Главной целью их миссии были сбор средств для партии, разъяснение позиции революционеров и ознакомление американской общественности с положением дел в России.

### Российские революции

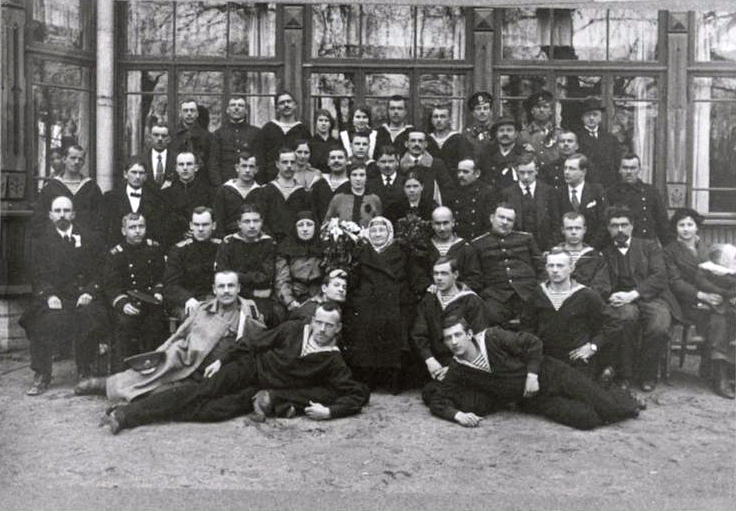
Брешко-Брешковская среди встречающих её и А. Ф. Керенского лиц в Ревеле, 10 апреля 1917 г.

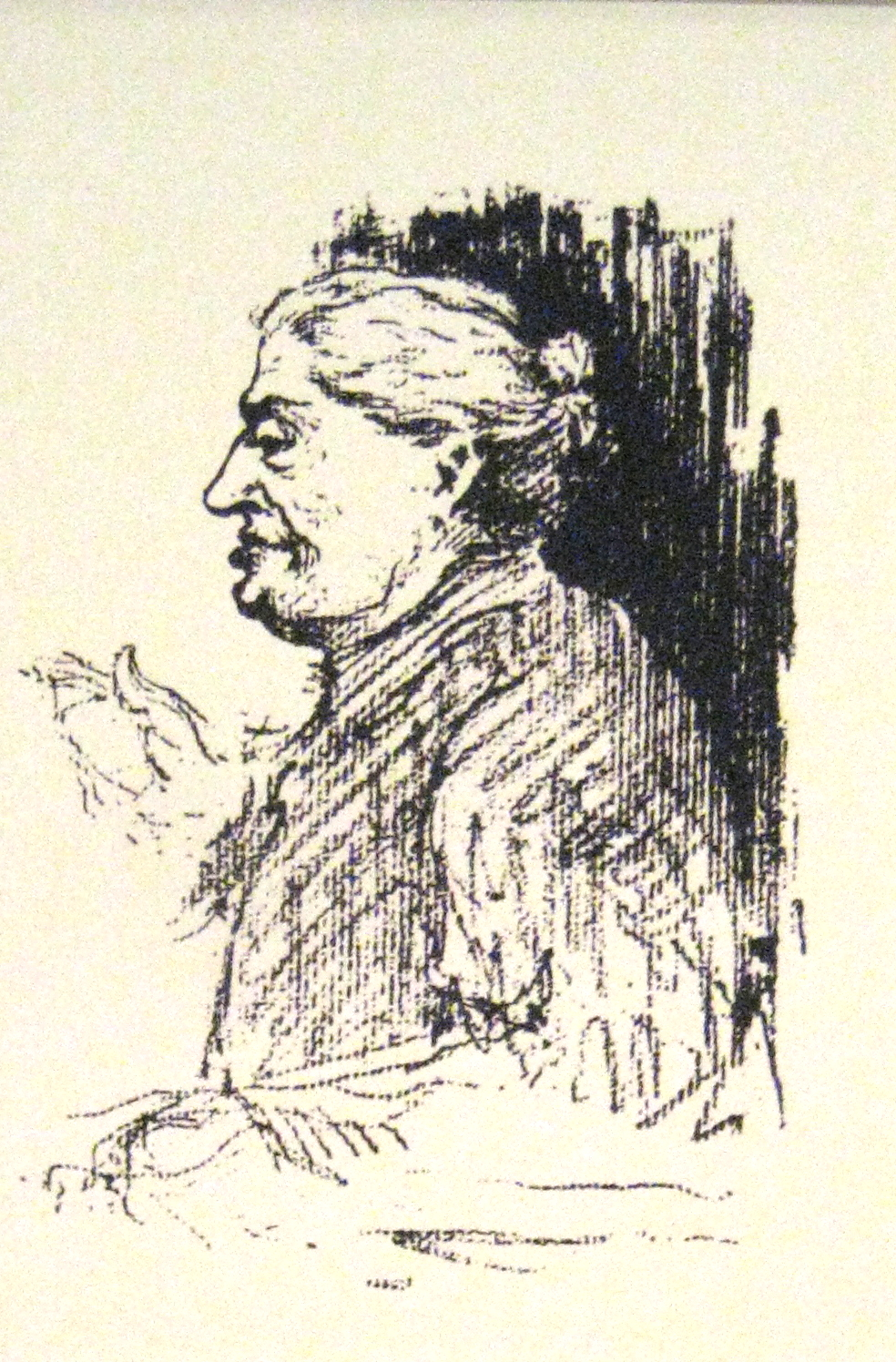
Брешко-Брешковская выступает на Московском государственном совещании

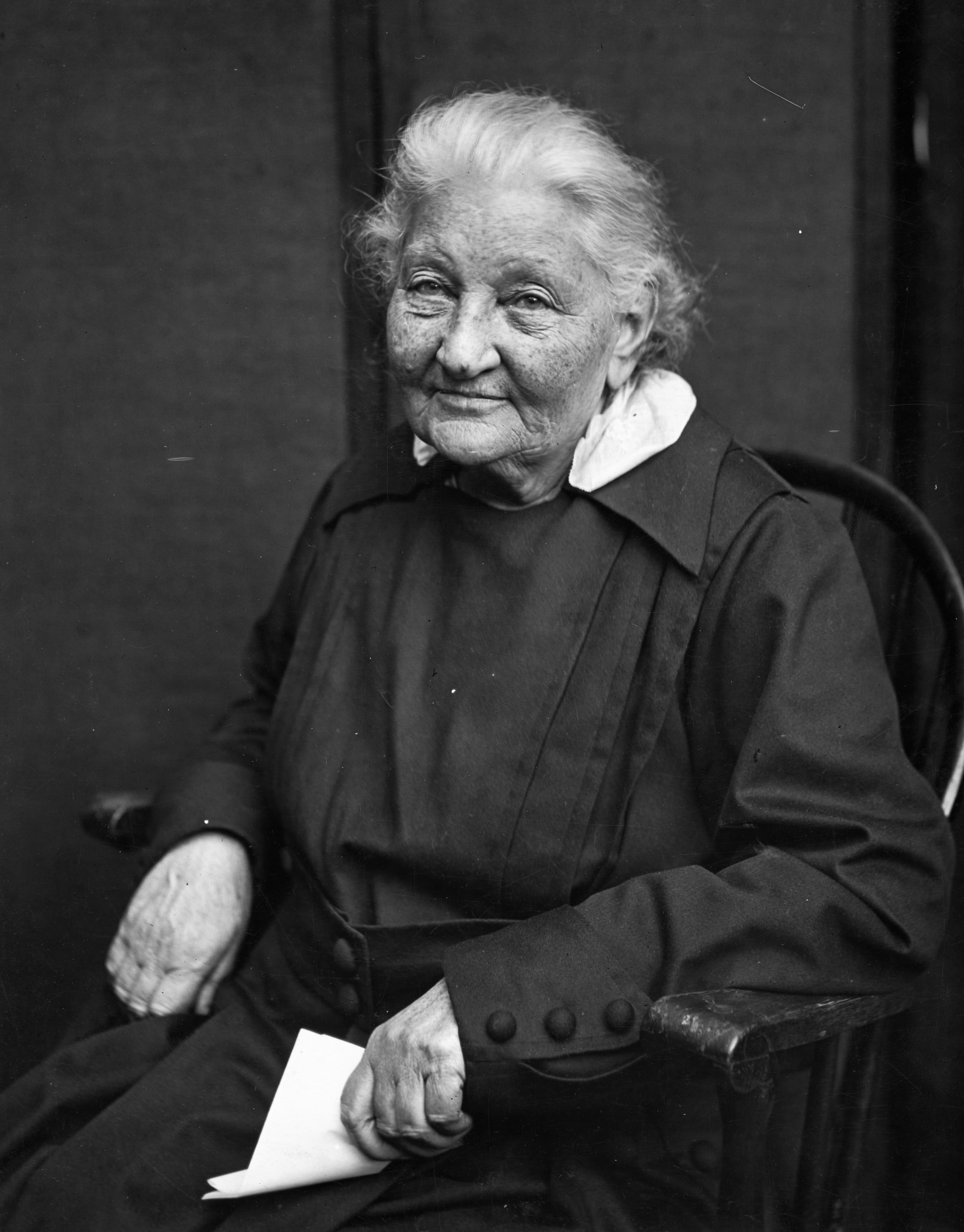
Брешко-Брешковская в 1919 году

В 1905 году вернулась в Россию и перешла на нелегальное положение. Участвовала в революции 1905—1907 гг. В 1907 году была выдана охранке Евно Азефом. В 1910 году приговорена к ссылке, где и пробыла до Февральской революции 1917 года.
Энергично поддерживала Александра Керенского, который амнистировал её и вернул из ссылки в первоочередном порядке, и возглавляемое им Временное правительство. Собственно, «бабушкой русской революции» её назвал именно Керенский.
Приняла участие в работе Государственного совещания в августе 1917 года.
К Октябрьской революции отнеслась враждебно, советскую власть не приняла. Брешковская открыто поддерживала зарождавшееся белогвардейское движение и вместе с членами КОМУЧа отправилась в 1918 году в Сибирь.

### Новая эмиграция
В конце 1918 года выехала из страны через Владивосток и Японию в США. Проживала в США, Франции, а с 1923 или 1924 года в Чехословакии. Политическую деятельность не прекращала — в период проживания в Ужгороде (Подкарпатская Русь, ныне Закарпатье), принадлежавшем тогда Чехословакии, организовала пророссийскую «Карпаторусскую трудовую партию». Участвовала в создании общества «Школьная помощь» на средства американских русофильских организаций, основавших три общежития (два мужских в Ужгороде и женское в Мукачеве), в которых проживали около 100 студентов. В связи с ухудшением состояния здоровья в 1930 году перебралась на ферму под Прагой.
Умерла в 1934 году в Чехословакии в местечке Хвалы (ныне район Праги). На похоронах присутствовал Александр Керенский, а президент Чехословакии Томаш Масарик прислал венок.

### Семья
Братья:
- Николай Константинович Вериго (1841—1912)
- Василий Константинович Вериго (1847—?)

Муж — Николай Петрович Брешко-Брешковской (1835—?), помещик, мировой судья. Некоторое время Брешко-Брешковские вместе занимались организацией народных школ, больниц, библиотек, ссудо-сберегательных касс в своем уезде. Но взгляды Екатерины Константиновны становились всё радикальнее и супруги расстались.
Сын — популярный в последние дореволюционные десятилетия писатель Николай Николаевич Брешко-Брешковский.